# Малина (співачка)
Малина Станчева (болг. Малина Станчева Станчева, нар.. 7 червня 1967, Севлієво, Болгарія) — болгарська поп-фолк-співачка.

## Життєпис
Народилася 7 червня 1967 року в місті Севлієво, але зростала в болгарському місті Ловечі. Її мати Тодорка і батько Станчо працювали ветеринарами. У неї є брат, який старший за неї на два роки. З дитинства мріяла співати і танцювати на прохання її батьків. Малина пішла по стопах батьків і отримала вищу освіту в місті Стара Загора, зі ступенем в галузі ветеринарної медицини.
Професійно займалася народними танцями протягом 11 років і була танцівницею в циганському оркестрі «Джипсі авер». На початку 1990-х років випустила відеокасету з оркестром «Магията на ориенталския танц» (Магія східних танців). У Швейцарії вона сподобалася сербським продюсерам і ті запропонували їй випускати альбоми в Югославії, але в країні йшла війна і вона повернулася до Болгарії і підписала контракт із звукозаписною компанією «Пайнер».
Її кар'єра почалася на сцені фестивалю авторської пісні «Фракия Фолк 2000», де вона заспівала дебютну пісню «Любовната стріла» (Стріла кохання). У тому ж році випустила свій перший відеокліп на пісню «Саме ти» (Тільки ти), завдяки яким вона стала знаменитою.
У лютому 2001 року випустила дебютний альбом «Огнєна зірка» (рос. Вогняна зірка), що складається з 14 пісень. У 2003 році Малина випустила другий альбом, названий на її честь.
Після дворічної відсутності Малина повернулася на сцену в рамках турне телеканалу «Планета». У жовтні того ж року Малина, Емілія і Галена презентували пісню «Аларма» (Сигнал); у відеокліпі актриса знімалася Латина Петрова.
У березні 2013 року відбулася прем'єра відеокліпу на пісню «Виж какво» (Подивися), у зйомках якого брав участь актор місцевого серіалу «Під прикриттям» Кирило Єфремов.
У жовтні 2015 року Малина випустила пісню «При теб мі е сърцето» (Моє серце з тобою. Відеокліп на цю пісню був знятий в Лісабоні на узбережжі Атлантичного океану
У 2016 році Малина випустила дві пісні «Давай, питай» і «Не те забравям» (укр. — «Питай, запитай» та «Не забувай»), який стали на даний момент останніми
Зараз Малина записує два альбоми. Також вона має власний балет

## Особисте життя
Має сина Симеона (нар. 1990).

## Дискографія

### Студійні альбоми
- 2001 — Огнена звезда / Вогняна зірка
- 2003 — Малина

### Збірники
- 2013 — Златните хитове на Малина / Золоті хіти Малини

### Відеоальбоми
1. 2003 — Малина
2. 2007 — Malina Best Video Selection 2